# Charenton-le-Pont
Charenton-le-Pont é uma comuna francesa na região administrativa da Ilha-de-França, no departamento de Val-de-Marne. 

## Geografia

Localização de Charenton-le-Pont na região Parisiense

Charenton-le-Pont estende-se por uma área de 1,85 km². Em 2010 a comuna tinha 30 255 habitantes (densidade: 16 354,1 hab./km²). A comuna é atendida pela linha 8 do Metrô de Paris , através de duas estações: Liberté e Charenton-Écoles.
A comuna de Charenton-le-Pont faz parte da Aglomeração Parisiense, e é a sexta menor comuna do departamento de Val-de-Marne. Está situada na margem direita do Rio Sena, imediatamente antes de sua entrada em Paris. Charenton-le-Pont faz divisa ao norte e oeste com a cidade de Paris, através do Bosque de Vincennes; com a comuna de Saint-Maurice à leste; e com as comunas de Alfortville, Ivry-sur-Seine e Maisons-Alfort ao sul.

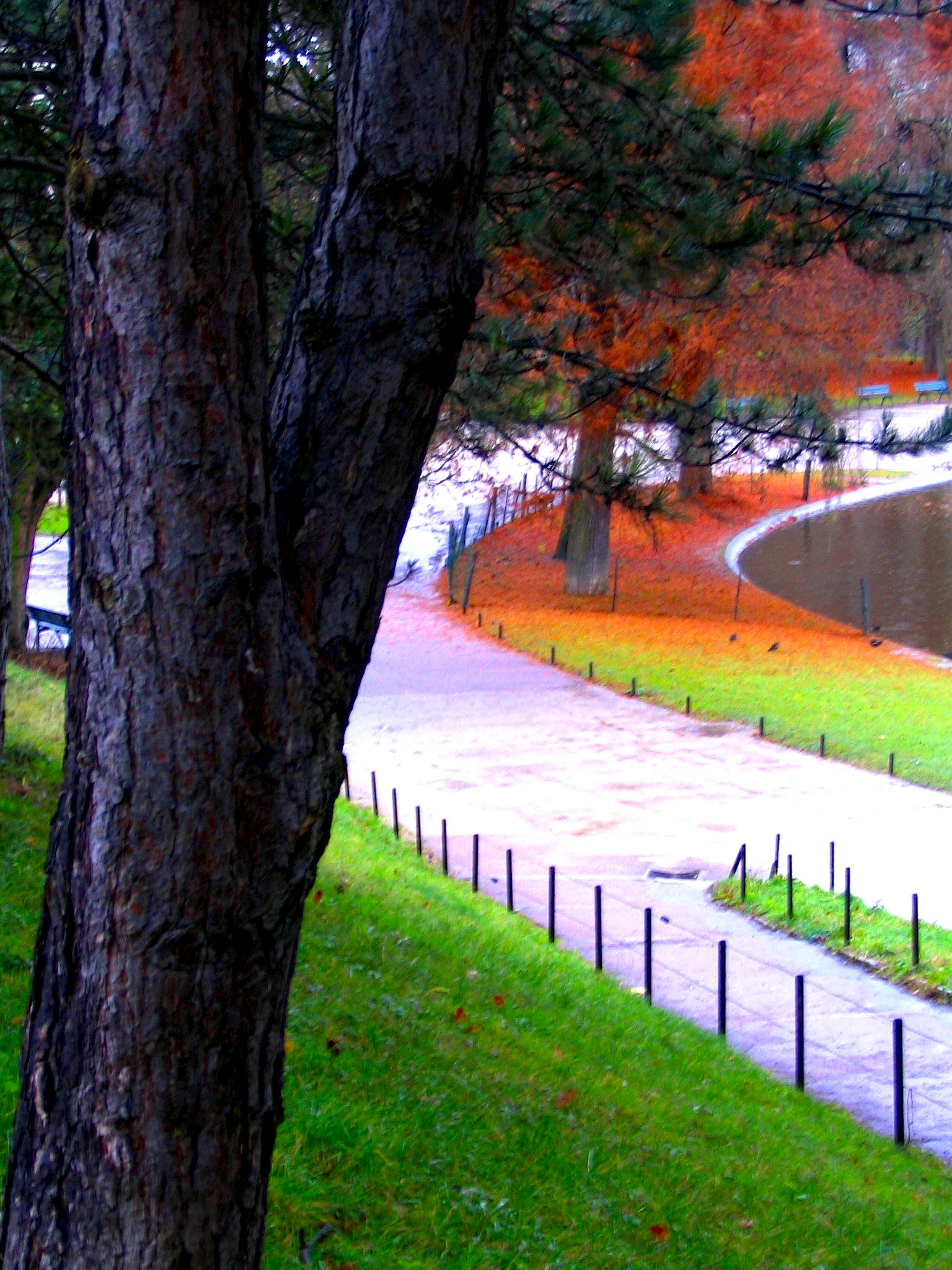
Bosque de Vincennes, no limite norte da Comuna.

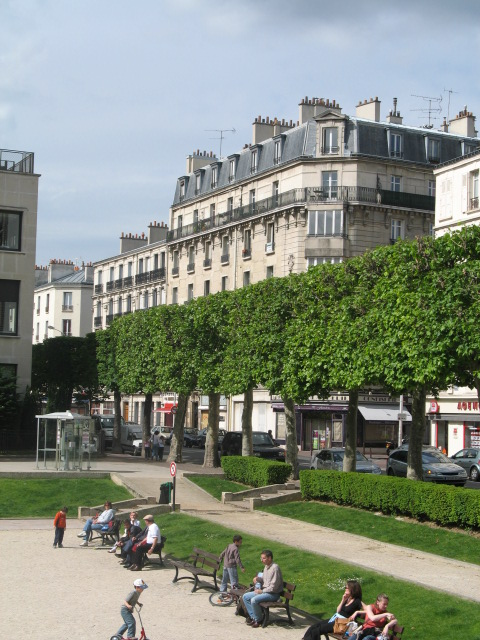
Praça central da comuna.

A comuna de Charenton-le-Pont é inteiramente urbanizada, possuindo uma das densidades demográficas mais elevadas do departamento, e sendo uma das municipalidades mais densamente habitadas da Europa. A proximidade imediata de Paris, os acessos diretos ao sistema rodoviário nacional francês, e uma localização estratégica às margens do Rio Sena e do Bosque de Vincennes, fazem da comuna um território atraente para muitas empresas, entre elas: Carrefour, Crédit Foncier de France, Natixis, Véolia. 

## História
Existem registros de ocupação humana da região de Charenton-le-Pont de cerca de 16 000 anos, testemunhados através de armas e utensílios de diferentes épocas da pré-história encontrados durante os trabalhos de dragagem e estruturação das margens do Rio Sena, levadas à cabo nas três ultimas décadas do século XIX. 
A comuna deve seu nome ("Charenton a ponte" em português) à presença de uma antiga ponte mencionada desde o século VII, e que é certamente uma das mais antigas edificações a facilitar o acesso à Paris. É ao redor desta ponte que se desenvolve na margem direita do Rio Sena o Burgo-de-Charenton. Situada em um ponto estratégico às portas da capital, a vila foi teatro de numerosos combates. No ano de 865, a ponte chegou a ser conquistada pelos viquingues. 
As margens da vila funcionaram ao longo dos anos como ponto natural de descarga de produtos, e serviam ao comércio de vinhos, madeira e trigo. A importância crescente da navegação assegura à vila um impulso econômico já no século XVII. A vila torna-se então sede de elegantes residências de aristocratas e ricos parisienses que fazem da vila um lugar de renome. Em 1782, Fragonard, um dos principais pintores franceses do século XVIII, compra ali uma residência. Entretanto, após a Revolução Francesa, muitas propriedades particulares e do clero são confiscadas e divididas em partes menores.

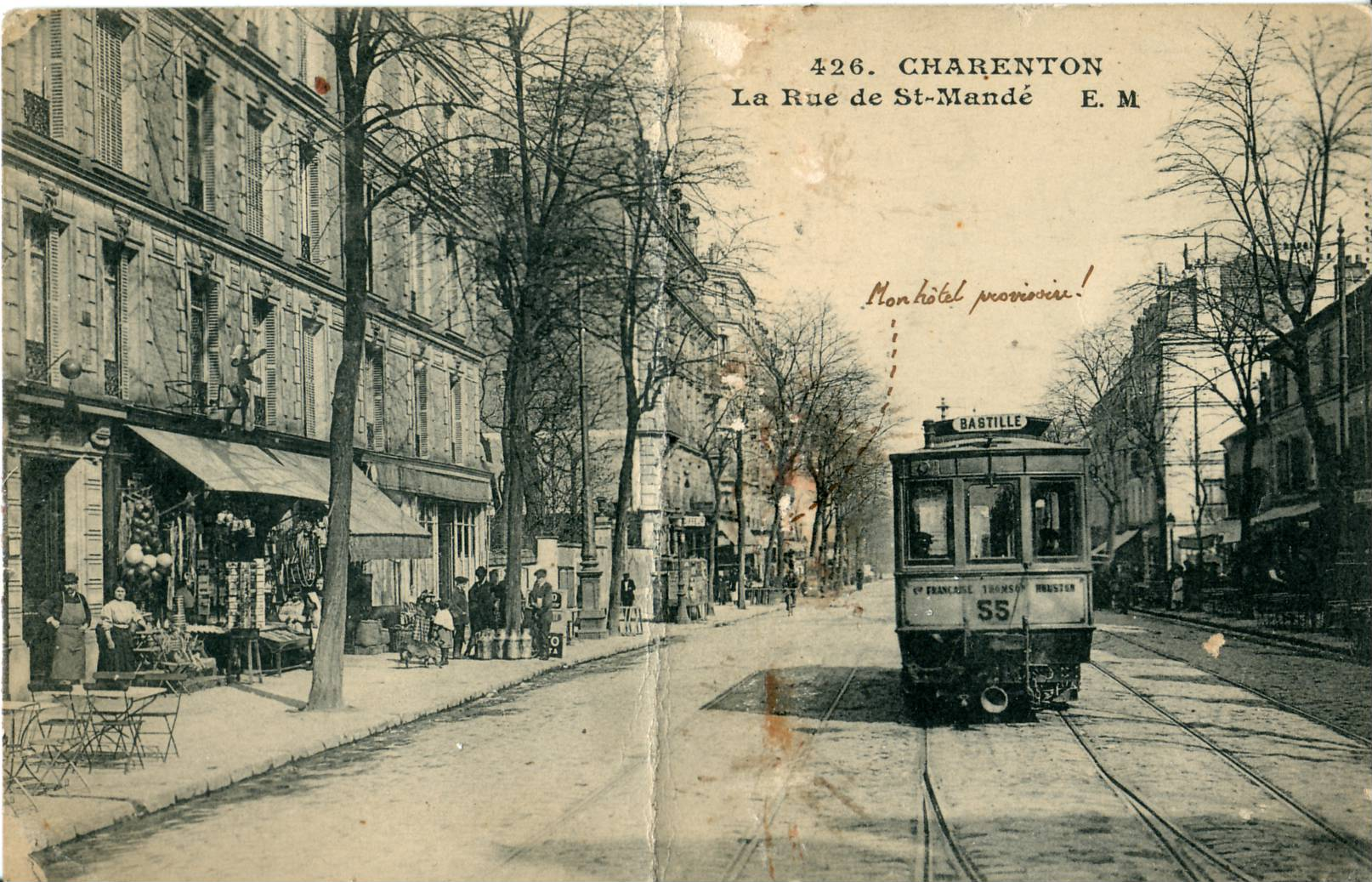
Aspecto da comuna na década de 20 do século XX

As primeiras décadas do século XIX foram marcadas pelo início da industrialização da região. Em 1849, é inaugurada a primeira estrada de ferro Paris-Lyon, que corta a vila e resulta na demolição de inúmeros prédios e edificações antigas. Ao mesmo tempo que a linha de ferro cortava radicalmente o território da comuna, ela também asseguraria cada vez mais o seu crescimento econômico e demográfico.
Durante os anos do Segundo Império Francês, a comuna continua a se desenvolver e a conquistar novos territórios urbanos. Pouco a pouco um conjunto de pequenas vilas residenciais e de imóveis ocupam gradativamente o seu espaço. Em 1865 surge o primeiro grupo escolar da vila. Nesta mesma época surgem os "Magasins Généraux", estabelecimentos comerciais dedicados ao comércio de vinhos, madeiras, carvão e ferro, e que durariam até o ano de 1980.
Nas três ultimas décadas do século XX a comuna passaria por mais uma remodelação urbana radical, com a demolição das velhas vilas residenciais que se situavam entre as margens do Rio Sena e a linha férrea, para dar espaço à via de circulação Autoroute A4, assim como à edifícios residenciais e comerciais mais modernos.

## Demografia
| 1793  | 1800  | 1806  | 1821  | 1831  | 1836  | 1841  | 1846  | 1851  |
| ----- | ----- | ----- | ----- | ----- | ----- | ----- | ----- | ----- |
| 1 500 | 1 126 | 1 264 | 1 400 | 1 977 | 2 558 | 3 393 | 3 505 | 3 219 |

| 1856  | 1861  | 1866  | 1872  | 1876  | 1881   | 1886   | 1891   | 1896   |
| ----- | ----- | ----- | ----- | ----- | ------ | ------ | ------ | ------ |
| 4 258 | 5 534 | 6 190 | 7 141 | 8 822 | 11 826 | 13 535 | 15 306 | 16 811 |

| 1901   | 1906   | 1911   | 1921   | 1926   | 1931   | 1936   | 1946   | 1954   |
| ------ | ------ | ------ | ------ | ------ | ------ | ------ | ------ | ------ |
| 17 980 | 18 372 | 19 499 | 20 872 | 20 891 | 21 098 | 20 946 | 21 457 | 22 079 |

| 1962 | 1968   | 1975   | 1982   | 1990   | 1999   | - | - | - |
| --- | ------ | ------ | ------ | ------ | ------ | - | - | - |
| 22 530 | 22 300 | 20 468 | 20 500 | 21 872 | 26 582 | - | - | - |
| Para os censos de 1962 a 2006 a população legal corresponde à popolução sem duplicidades, segundo define o INSEE. |        |        |        |        |        |   |   |   |